# Фужер (замок)
Фужер (фр. Château de Fougères) — один из самых внушительных средневековых французских замков. Занимает площадь в два гектара. Оборонительный комплекс расширялся и реконструировался на протяжении нескольких столетий — с XII по XV века. В 1862 году Фужер занесён в список исторических памятников Франции. К охраняемым территориям также относятся примыкающие снаружи к замку земли, на которых расположены барбакан, рвы, внешние валы и некоторые строения. Замок находится в западной части исторического центра города Фужер, в департаменте Иль и Вилен, в регионе Бретань, Франция.

## История

### Ранний период
Первые укрепления на этом месте, вероятно, возникли ещё в X веке. Это была небольшая крепость на холме, построенная из дерева и земли. Согласно сохранившимся документам в XI веке ранний замок принадлежал семье де Фужер. В 1166 году после осады Генрихом II Плантагенетом он оказался разрушен. Но благодаря выгодному стратегическому положению крепость на этом месте была быстро восстановлен. По инициативе Рауля II уже около 1173 году возвели новый каменный замок. Основным строительным материалом были гранит и сланец. Крыши делали из черепицы.

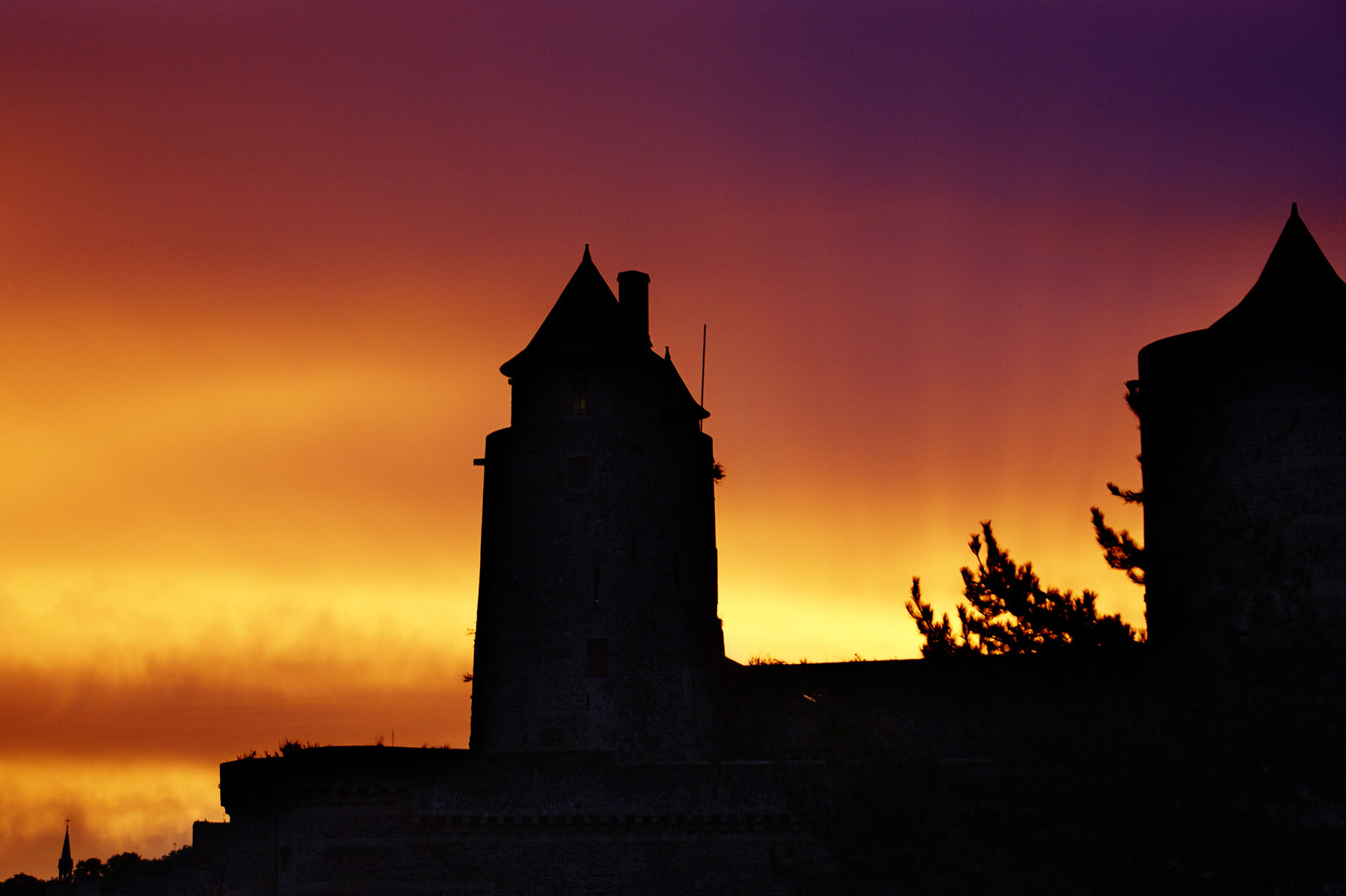
Башня замка на рассвете

Рауль III, будучи владельцем Фужера, признал себя вассалом короля Людовика IX. Пьер I де Дрё, известный также как Моклерк, в ходе внезапной атаки сумел захватить Фужер в 1231 году. Однако Людовик IX во главе сильной армии быстро подступил к стенам крепости и отвоевал её. Рауль III сопровождал Людовика IX во время Седьмого крестового похода и скончался в 1256 году.
Единственная дочь Рауля III, Жанна I де Фужер, вышла замуж за Гуго XII де Лузиньян (внука Пьера I де Дрё) в январе 1253 года в Савиньи. Её супруг стал кастеляном крепости. По его инициативе построители две большие башни (названных Мелюзина и Гоблин), а также новые укреплённых ворот и возвели внешние валы.
Король Франции Филипп IV Красивый в 1307 году конфисковал баронство Фужер и присоединил к своим владениям. Управляющим замком стал герцог Жан IV Бретонский. Однако вскоре крепость смог захватить легендарный полководец Бертран Дюгеклен. В 1373 году новым хозяином Фужера стал Пьер II Алансонский.
В 1428 году герцог Жан II Алансонский продал замок Фужер герцогу Бретани. Это была вынужденная сделка (требовались деньги на выкуп). В марте 1449 года, во время перемирия между Францией и Англией, Франсуа де Сурьен, испанский наёмник на английской службе, во главе отряда из 600 воинов предпринял внезапный ночной штурм крепости. Фужер был взят, жители перебиты, а сам город разграблен. В 1450 году новым наместником стал Сурьенн. Однако после двухмесячной осады Фужера (1488), которой руководил герцог Бретани Франциск I, а также из-за свирепствовавшей в городе эпидемии чумы, гарнизон, состоявший из рыцарей Сюрьенна, капитулировал.
В конце XV века укрепления замка были усилены. Появились новые оборонительные башни. Например, Франсуаза и Турас.
В 1488 году виконт Луи II де Ла Тремуй, командуя королевской армией, всего за неделю смог заставить гарнизон замка выбросить белый флаг. При этом в крепости имелся внушительный гарнизон из 3000 солдат. По распоряжению монарха в цитадели остался королевский гарнизон. В 1491 году Фужер был официально присоединён к королевскому домену.

### XVI век

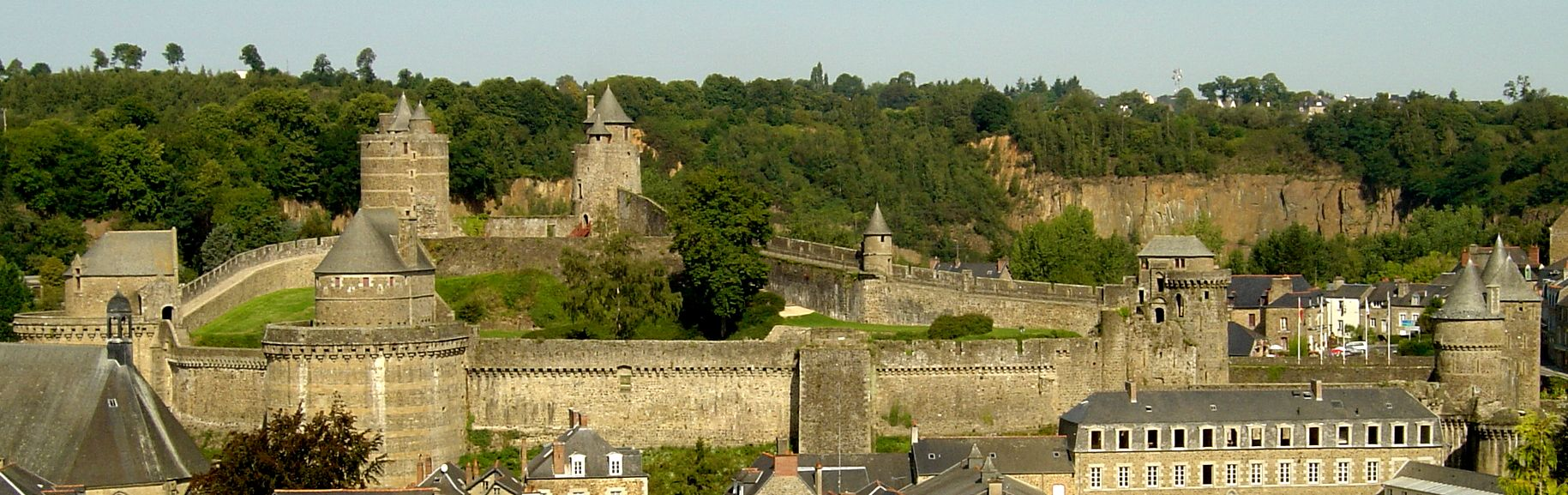
Панормамный вид замка

В 1547 году хозяйкой Фужера стала Диана де Пуатье, фаворитка короля Генрих II Валуа. Однако вскоре замок вернулся под контроль короны. Управлять им стали наместники монарха.
В 1588 году герцог Филипп Эммануэль де Меркёр, губернатор Бретани, примкнул к католической лиге и поднял восстание против короля Генриха III. 28 марта 1588 года герцог смог захватить замок и решил сделать крепость своей резиденцией. Он мечтал превратить Бретань в независимое государство. Однако в конце концов Меркёр был вынужден отказаться от этих намерений.

### XVIII век
22 августа 1773 года король Людовик XV назначил аббата Жиля Дерика своим наместников в Фужере. Это был последний губернатор крепости. В 1793 году замок захватили роялисты. Многие здания, сохранявшиеся с XIV века, оказались в итоге разрушены.

### XIX век

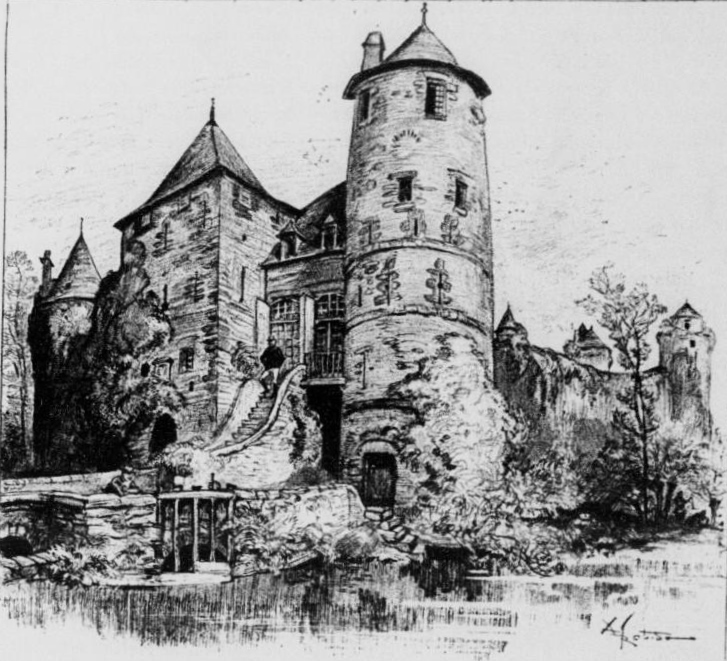
Замок на рисунке 1900 года

С 1820 года замок принадлежал семье Поммёрёль.
В октябре 1828 года в Фужере провёл несколько недель Оноре де Бальзак в компании с Жильбером де Поммерулем. Знаменитый писатель посетил замок и объездил весь регион, чтобы найти вдохновение для своего романа «Шуаны, или Бретань в 1799 году», опубликованного в 1829 году.
В 1879 году сюда прибыл Виктор Гюго. Его необыкновенно вдохновила башня Мелюзина. В своём романе Девяносто третий год писатель подробно описывает её.
В 1892 году замок был продан местному муниципалитету за 80 000 золотых франков.

## Описание замка
Феодальный замок Фужер представляет собой настоящую энциклопедию фортификации. Здесь хорошо просматривается эволюция военного дела на протяжении 400 лет. Первые башни были квадратной формы. Затем приоритет был отдан круглым башням, которые позволяли защитникам не бояться слепых. Подковообразные башни позволяли лучникам и арбалетчикам вести обстрел любого внешнего участка.
Замок имеет форму неправильного семиугольника. Главные ворота находятся в восточной части комплекса. Ранее войти внутрь можно было только по подъёмному мосту. До настоящего времени хорошо сохранились внешние валы, которые создавали тройное внешнее кольцо обороны.
Значительная часть старинных зданий утрачена или лежит в руинах. Но главные башни неплохо сохранились: например, квадратная башня (построена в XII веке), башня Рауля (XV век), башня Мелюзина (XIV век) и башня Халлай.
У входа расположена водяная мельница, колеса которой были отреставрированы в 2013 году. Эта мельница работает до сих пор. Только сейчас она крутит электрический генератор.

## Современное использование
Замок является популярной региональной достопримечательностью. Открыт доступ к некоторым башням. С их высоты открываются прекрасные виды окрестностей. Продолжаются поэтапные восстановительные и реставрационные работы.

## В массовой культуре
- В 2018 году в замке проходили съёмки некоторых эпизодов сериала Joueur du Grenier[фр.], пародирующего сагу о Гарри Поттере.

## Галерея

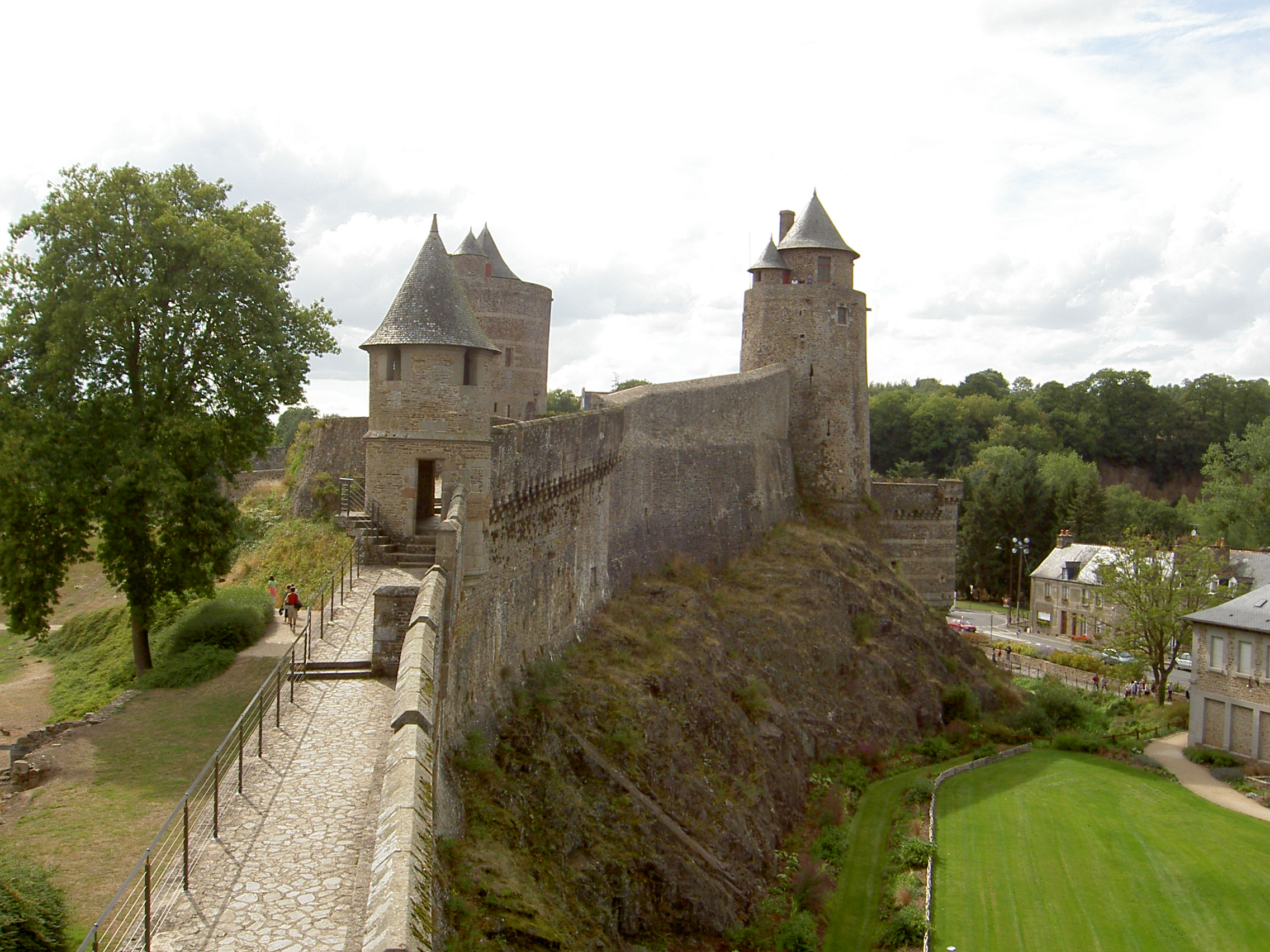
Северная стена замка
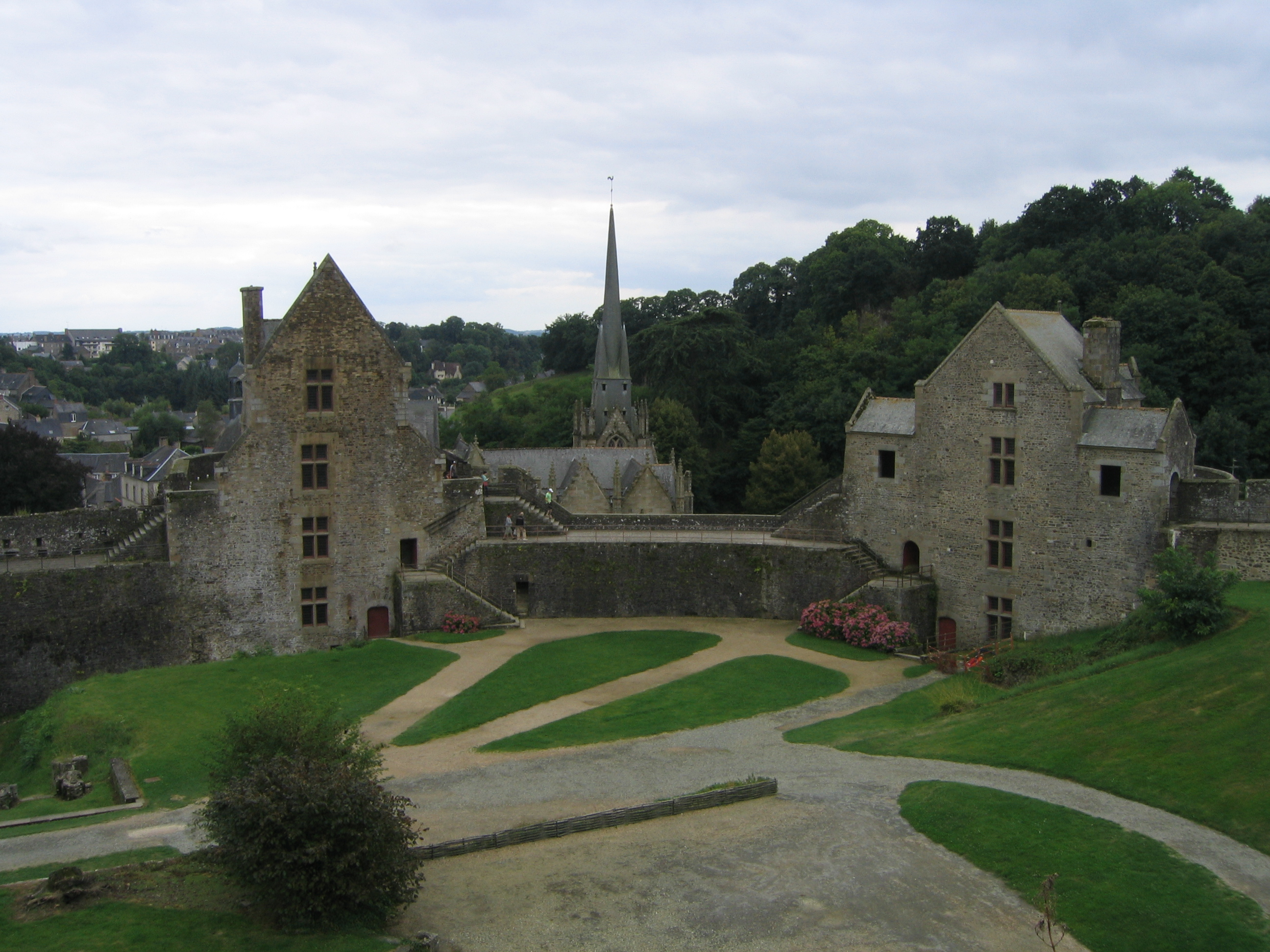
Внутренний двор
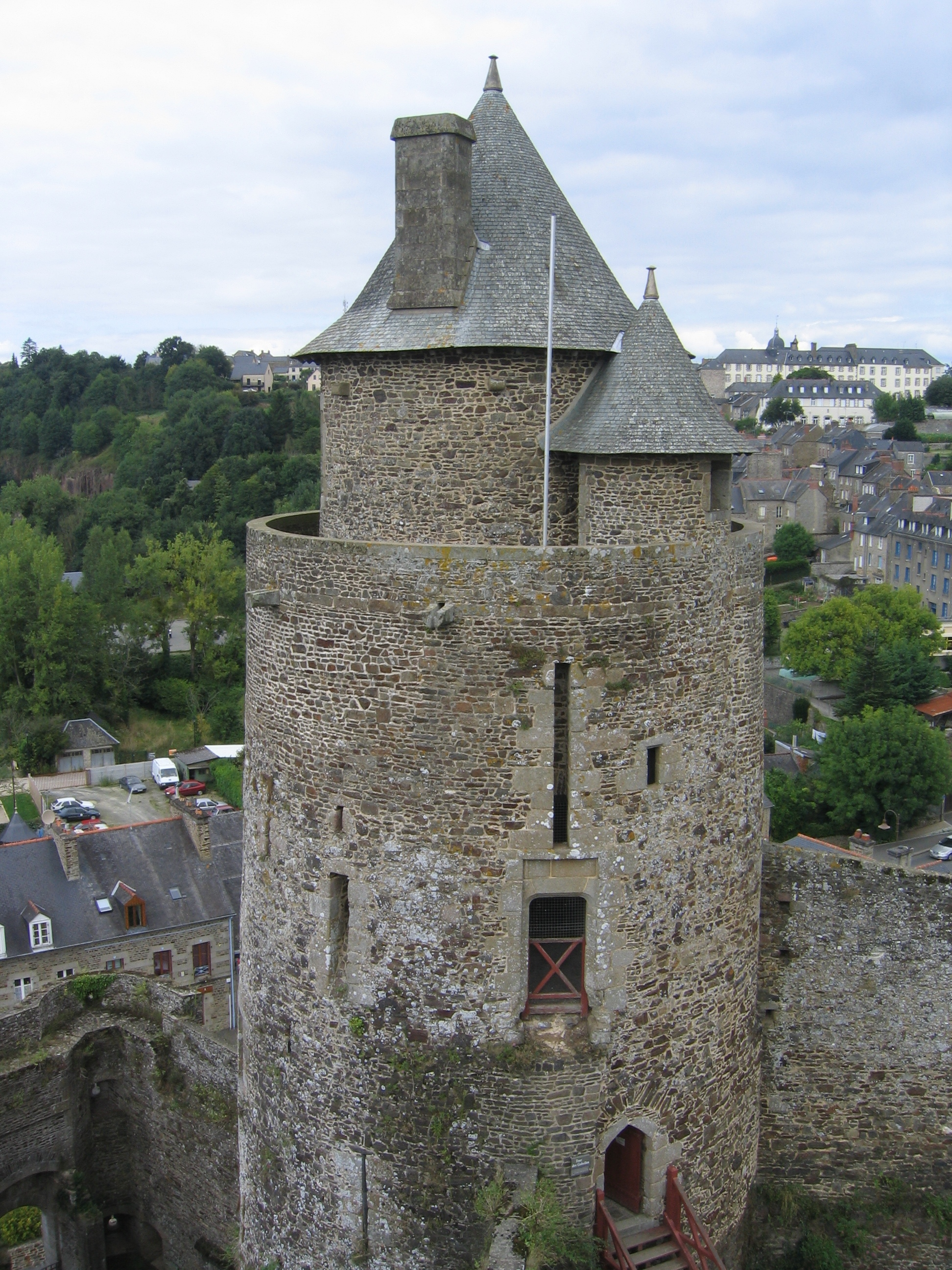
Башня «Гоблин»
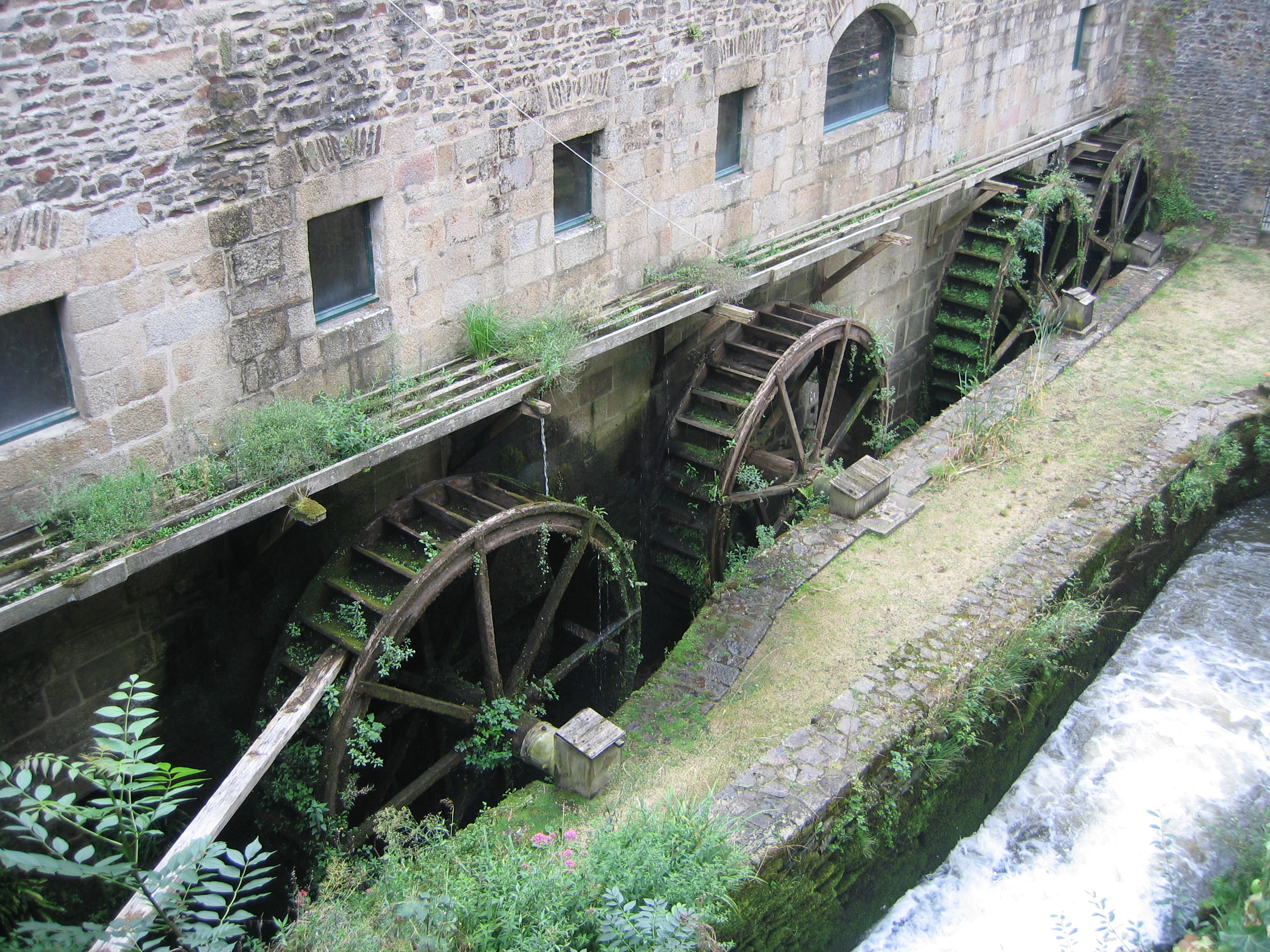
Действующая водяная мельница у стен замка
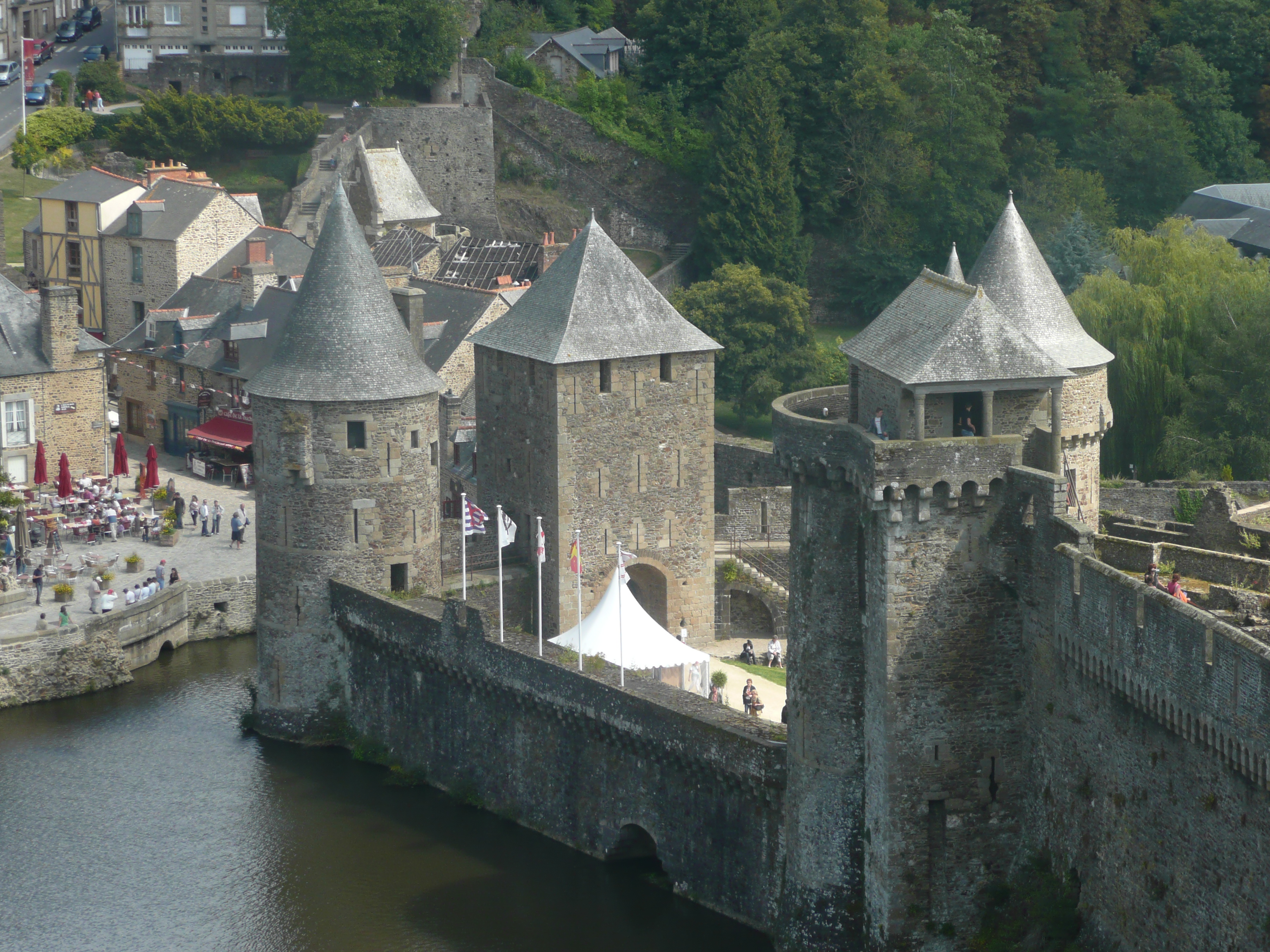
Башни при входе в замок